# Саумалколь (Айиртауський район)
Саумалко́ль (каз. Саумалкөл) — село, центр Айиртауського району Північноказахстанської області Казахстану. Адміністративний центр Володарського сільського округу.
Розташоване на березі однойменного озера, знаходиться за 248 кілометрів від обласного центру і за 92 кілометри від найближчого міста обласного значення — Кокшетау.
Населення — 11898 осіб (2021; 10796 у 2009, 12893 у 1999, 18134 у 1989).
Національний склад станом на 1989 рік:
- росіяни — 65 %.

## Історія
До квітня 1997 року село називалось Володарське. Станом на 2009 рік воно було поділене на 2 частини: менша частина з населенням 562 особи (883 особи у 1999 році) була центром ліквідованого Жетикольського сільського округу, більша частина з населенням 10234 особи (12010 осіб у 1999 році) була центром Володарського сільського округу.

## Господарство
В селі є 4 середні школи, одна з яких з державною мовою навчання, дві — неповні середні. Також є церква, готель, будинок культури, магазини, кафе.
Останнім часом у райцентрі проводиться велика робота по його впорядкуванню. Облаштовуються будинки, фасади будівель і споруд підприємств і організацій. Гарною підмогою в впорядкуванні села є традиція влаштування свят вулиць.
Середня школа № 2 була побудована рудоуправлінням за індивідуальним проектом і не мала собі рівних у країні. Тут створені чудові умови для повноцінного навчання та відпочинку.

## Відомі уродженці
- Аушев Руслан Султанович — перший президент Інгушетії.
- Яценюк Сергій Миколайович — російський актор театру та кіно.